# Colonia Sighetu Silvaniei
Colonia Sighetu Silvaniei – wieś w Rumunii, w okręgu Sălaj, w gminie Chieșd. W 2011 roku liczyła 75 mieszkańców.